# Clovia signifera
Clovia signifera är en insektsart som först beskrevs av Walker 1857.  Clovia signifera ingår i släktet Clovia och familjen spottstritar. Inga underarter finns listade i Catalogue of Life.